# 今日からスタート
「今日からスタート」（きょうからスタート、原題 : This Will Be Our Year）は、ゾンビーズの楽曲。1968年4月19日にイギリスで発売された2作目のオリジナル・アルバム『オデッセイ・アンド・オラクル』に収録された。作詞・作曲はクリス・ホワイト。アメリカでは発売から2か月後の6月10日に『オデッセイ・アンド・オラクル』からのリカット・シングル『ブッチャーズ・テイル』のB面曲としても発売された。
日本では、2017年に放送されたゼクシィのCMソングに使用された。

## レコーディング
「今日からスタート」のレコーディングは、6月2日にEMIレコーディング・スタジオで開始された。この日は4テイク録音され、8月15日にホーン・セクションがオーバー・ダビングされて完成となった。ホーン・セクションのアレンジは、デッカ時代のプロデューサーであるケン・ジョーンズが手がけた。このホーン・セクションは、モノラル・ミックスには含まれているが、ステレオ・ミックスには含まれていない。
このような事情のためか、1968年発売の『オデッセイ・アンド・オラクル』のステレオ盤にはモノラル・ミックスで収録されていた。ステレオ・ミックスは、1997年に発売されたボックス・セット『Zombie Heaven』のディスク2に収録された。
『Zombie Heaven』発売以降、『オデッセイ・アンド・オラクル』の再発盤では、リアル・ステレオ・ミックスに差し替えられているが、2017年に発売された『オデッセイ・アンド・オラクル 50周年記念エディション』では、ステレオ盤であるにもかかわらず本作のみモノラル・ミックスで収録されており、ボーナス・トラックとしてリアル・ステレオ・ミックスが収録されている。

## 評価
オールミュージックのマシュー・グリーンウォルドは、本作について「クリス・ホワイトとロッド・アージェントは、レノン＝マッカートニーのようにお互いをクリエイティブなものを吸収する素晴らしい能力を持っていて、この曲はゾンビーズのカタログに均質で素晴らしい雰囲気を与えた。ブライアン・ウィルソンの『太陽あびて』を引用したホワイトの描く家庭的な幸福についての表現は、シンプルでありながらもとても効果的なピアノを使ったコード構造によってもたらされる」と好意的な評価をしている。
ピッチフォーク・メディアが発表した「The 200 Best Songs of the 1960s」の第40位に本作が入っている。

## ライブ演奏
本作が収録された『オデッセイ・アンド・オラクル』発売前に、バンドが解散したことにより、当時のメンバー全員でのライブ演奏はされたことがない。
2008年3月にアトキンソン（2004年死去）を除くオリジナル・メンバー4名が再結集し、『オデッセイ・アンド・オラクル』発売40周年を記念した特別公演を開催され、同ライブで他の収録曲とともにライブ初披露となった。
2013年3月15日に行なわれた「SXSW 2013」でも演奏されたほか、2015年と2016年に開催された『オデッセイ・アンド・オラクル』収録曲を全曲演奏するツアーでも演奏された。

## 演奏
- コリン・ブランストーン（英語版） - リード・ボーカル
- ロッド・アージェント（英語版） - キーボード、バッキング・ボーカル
- ポール・アトキンソン（英語版） - ギター
- クリス・ホワイト（英語版） - ベース、バッキング・ボーカル
- ヒュー・グランディー（英語版） - ドラムス

## カバー・バージョン
- オーケー・ゴー - 2006年にヨーロッパで発売された7インチシングル盤『A Million Ways』のB面に収録。
- ディア・ノラ（英語版） - 2008年に発売されたコンピレーション・アルバム『Three States: Rarities』に収録[10]。
- フー・ファイターズ - 2011年に発売されたカバー・アルバム『Medium Rare』に収録。
- ザ・マイナバーズ（英語版） - 2010年に発売された7インチシングル盤『All I Want Is Truth (For Christmas)』のB面に収録。
- ジ・アヴェット・ブラザーズ（英語版） - 2014年に発売されたオムニバス盤『89.3 The Current | Live Current Volume 10』に収録。